# Nils Östensson
Nils Östensson   (Malung-Sälen, 29 d'abril de 1918 - Malung-Sälen, 24 de juliol de 1949) fou un esquiador de fons suec que va destacar a la dècada del 1940.
Va néixer el 29 d'abril de 1918 a la ciutat de Transtrand, població situada al comtat de Dalarna. Va morir el dia 24 de juliol de 1949 a la ciutat de Risberget, situada al comtat de Hedmark, a conseqüència d'un accident automobilístic.
Especialista en esquí de fons, l'any 1948 participà en els Jocs Olímpics d'Hivern de 1948 disputats a Sankt Moritz (Suïssa), on aconseguí la medalla de plata en la prova de 18 quilòmetres i la medalla d'or en la prova de relleus 4x10 quilòmetres.